# صنعت ورزش
صنعت ورزش (به انگلیسی: Sport industry) گونه‌ای از بازارهای اقتصادی است، که در آن افراد، شرکت‌ها، کسب‌وکارها و سازمان‌های درگیر در تولید، تسهیل، ترویج یا سازماندهی بر فعالیت‌های ورزشی متمرکز می‌باشند.
محصولات عرضه شده به خریداران در این بازار، شامل: کالا، خدمات عملی و علمی که در دوره‌های ورزشی، سمینارها کارگاه‌ها و کنفرانس‌ها، اشخاص، مکان‌ها یا ایده‌هایی می‌باشند، که به‌صورتی با ورزش مرتبط هستند.
صنعت ورزش، با فراهم آوردن امکانات پیشرفته و قابل دسترس، تجهیزات، کالا، خدمات و حمایت‌های مالی، نقش مهمی در توسعه ورزش دارد.
صنعت ورزش به کلیه خدمات و تولیدات حوزه ورزش، تفریحات و تندرستی گفته می‌شود.